# Marko Topić
Marko Topić (Oštra Luka, RFS de Yugoslavia, 1 de enero de 1976) es un ex-futbolista bosnio, se desempeñaba como segundo delantero. Jugó en clubes de numerosos países, como Alemania, Rusia, Austria, Suiza, Italia o Croacia.

## Clubes
| Club                | País     | Año         | Partidos | Goles |
| Dinamo Zagreb       | Croacia  | 1994 - 1995 | 1        | 0     |
| FC Sion             | Suiza    | 1995 - 1996 | 0        | 0     |
| FC Zurich           | Suiza    | 1996        | 5        | 0     |
| FC Wil              | Suiza    | 1997        | 0        | 0     |
| NK Varteks Varaždin | Croacia  | 1997 - 1998 | 21       | 7     |
| AC Monza            | Italia   | 1998 - 2000 | 56       | 11    |
| Austria Viena       | Austria  | 2000 - 2001 | 24       | 6     |
| Energie Cottbus     | Alemania | 2001 - 2003 | 58       | 13    |
| VfL Wolfsburg       | Alemania | 2003 - 2004 | 49       | 3     |
| PFC Krylia Sovetov  | Rusia    | 2004 - 2007 | 61       | 19    |
| FC Saturn           | Rusia    | 2008 - 2010 | 63       | 17    |

- Datos: Q956333
- Multimedia: Marko Topić / Q956333